# 復活節路球場
復活節路球場（英語：Easter Road）是一座位於蘇格蘭愛丁堡的足球運動場，現時是蘇超球會喜伯年的主場球場。球場可以容納20,421名觀眾，長久以來被喜伯年球迷稱為「聖地」（The Holy Ground）或「利斯聖西路」（The Leith San Siro）。
喜伯年早於1893年首次在復活節路球場現址進行賽事。1950年1月2日的「愛丁堡打吡」吸引破記錄的65,860名球迷進場觀戰，當時的球場尚設有巨大的階梯看台，復活節路球場多年來著名的「斜坡」（slope）於1999/2000年球季結束後才被移除。

## 歷史
當喜伯年在1875年成立時，他們在愛丁堡舊場南部的「美度斯公園」（The Meadows）進行賽事。球會於1880年首次搬遷到當時位於城市外圍的復活節路地區的「喜百年公園」（Hibernian Park），1890年代初期球會遭遇財困，而「喜百年公園」的租約亦告屆滿，球會於1892年轉租復活節路球場現址，翌年舉行首場賽事，自此一直沒有離開。
復活節路球場初時三面設有階梯看台，可容超過6萬名觀眾。復活節路球場最高入場人數記錄為65,860人，同時亦是愛丁堡足球賽事的一項記錄，於1950年1月2日舉行一場「愛丁堡打吡」創出，當時是戰後足球黃金時期，球會一度計劃將球場容量增加到10萬人。

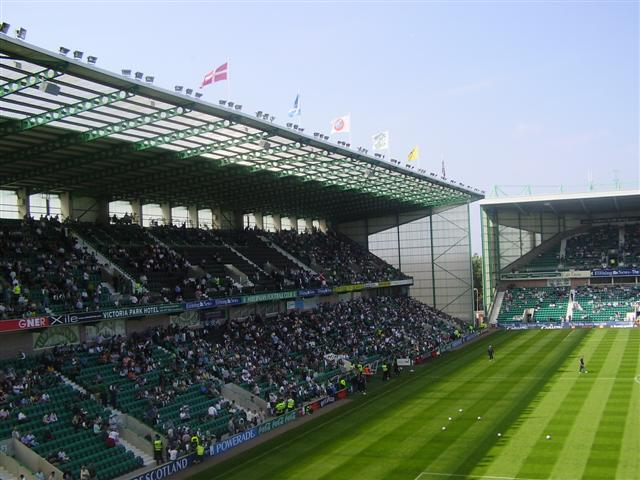
西看台

1980年代中期東看台的容量大幅減少並加裝頂蓋。當湯姆·法瑪爵士（Sir Tom Farmer）在1991年控制喜百年後，復活節路球場進行大規模重修以符合「泰萊報告書」（Taylor Report）的要求，位兩邊球門後方的「五條煙看台」（The Famous Five Stand）及「南看台」（South Stand）於1995年建造，取代北面稱為「山洞」（the Cave）或「牛棚」（the Cowshed）的有蓋階梯看台及南面稱為「邓巴」（Dunbar End）的露天階梯看台。在1995年東面階梯看台裝置「水桶」形座椅後，復活節路球場成為全坐席球場，但東看台部分視野會被支柱遮擋。
2001年新建可容6,500名觀眾的「西看台」（The West Stand）取得殘破的主看台，設計與早前落成的北及南看台相類似，內設接待間、球會辦公室、傳媒中心、筵會廂房及更衣室等。

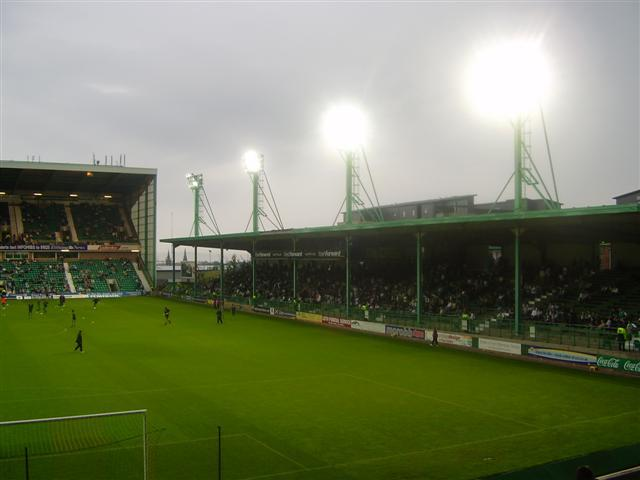
舊東看台於2010年3月被拆卸

1999年球會取得東看台的重建計劃批准，並於2005年獲得續期，2007年喜百年開始向球迷諮詢東看台重建方案，在發表2008年7月31日結束的財務報告後，朗·皮特里（Rod Petrie）表示擱置重建計劃，直到取得足夠資金支持才繼續進行。同時諮詢期完結後，球迷多數支持興建單層看台。
在球會2009年的股东周年大会中皮特里宣佈正與建築商進行重建看台的報價工作，在完成報價後，球會於2010年2月宣佈立即動工重建東看台，復活節路球場的容量將增加至20,421人。3月初開始拆卸舊看台，新看台於2010年8月落成啟用，比預期提前1個月完工，新看台可容6,400名觀眾。

## 其他球會
位於爱丁堡附近卡谷地（Kirkcaldy）的拉夫流浪，於1995年借用復活節路球場作為歐洲足協盃對拜仁慕尼黑的主場球場，由於復活節路球場的容量遠比拉夫流浪的主場斯塔克公園球場（Stark's Park）為高。
復活節路球場有時亦用作蘇格蘭聯賽盃的準決賽舉行場地，近期的賽事包括2006年鄧弗姆林1-0擊敗、2005年馬瑟韋爾3-2擊敗赫斯及2004年1-0擊敗。

## 國際賽
蘇格蘭自1998年以來在復活節路球場曾進行4場國際賽，通常是對吸引力較低球隊的友誼賽，由於預計入座觀眾人數不多，故此不會安排在咸普頓公園球場舉行。而蘇格蘭U21亦間中會在復活節路球場進行主場賽事，包括2010年10月11日在這裡迎戰冰島進行2011年歐洲U-21足球錦標賽外圍賽附加賽。復活節路球場最近舉行的一場國際賽是南韓對加納的友誼賽，為2006年世界盃作熱身，國際球星如艾辛、艾比亞（Stephen Appiah）及朴智星同場較量，結果加納以3-1擊敗南韓。
| 1998年4月22日 |

| 苏格兰     | 1–1  | 芬兰       |
| ---------- | ---- | ---------- |
| 杰克逊 16' | 報告 | 约翰森 10' |

| 友誼賽 觀眾人數：14,315 ：Herman van Dijk（荷蘭） |

| 2002年10月15日 |

| 苏格兰                        | 3–1  | 加拿大               |
| ----------------------------- | ---- | -------------------- |
| 克劳福德 11' 73' · 汤普森 49' | 報告 | 迪羅沙里奧 9'（pen） |

| 友誼賽 觀眾人數：16,207 ：L Huyghe（比利時） |

| 2004年5月30日 |

| 苏格兰                                            | 4–1  | 千里達及托巴哥 |
| ------------------------------------------------- | ---- | -------------- |
| 費查 6' · 霍尔特 12' · 加利·卡達維 23' · 昆殊 35' | 報告 | 约翰 55'       |

| 友誼賽 觀眾人數：16,187 ：Pieter Vink（荷蘭） |

| 2004年11月17日 |

| 苏格兰            | 1–4  | 瑞典                                       |
| ----------------- | ---- | ------------------------------------------ |
| 麥法頓 77'（pen） | 報告 | 柯碧克 27' 49' · 艾文達 72' · 博格伦德 73' |

| 友誼賽 觀眾人數：15,071 ：Jaroslav Jara（捷克） |

| 2006年6月4日 |

|            | 1–3  |                                         |
| ---------- | ---- | --------------------------------------- |
| 李乙容 49' | 報告 | 基恩 35'（pen） · 蒙達利 62' · 艾辛 81' |

| 友誼賽 觀眾人數：7,600 ：Dougie McDonald（蘇格蘭） |

## 其他用途

### 橄欖球

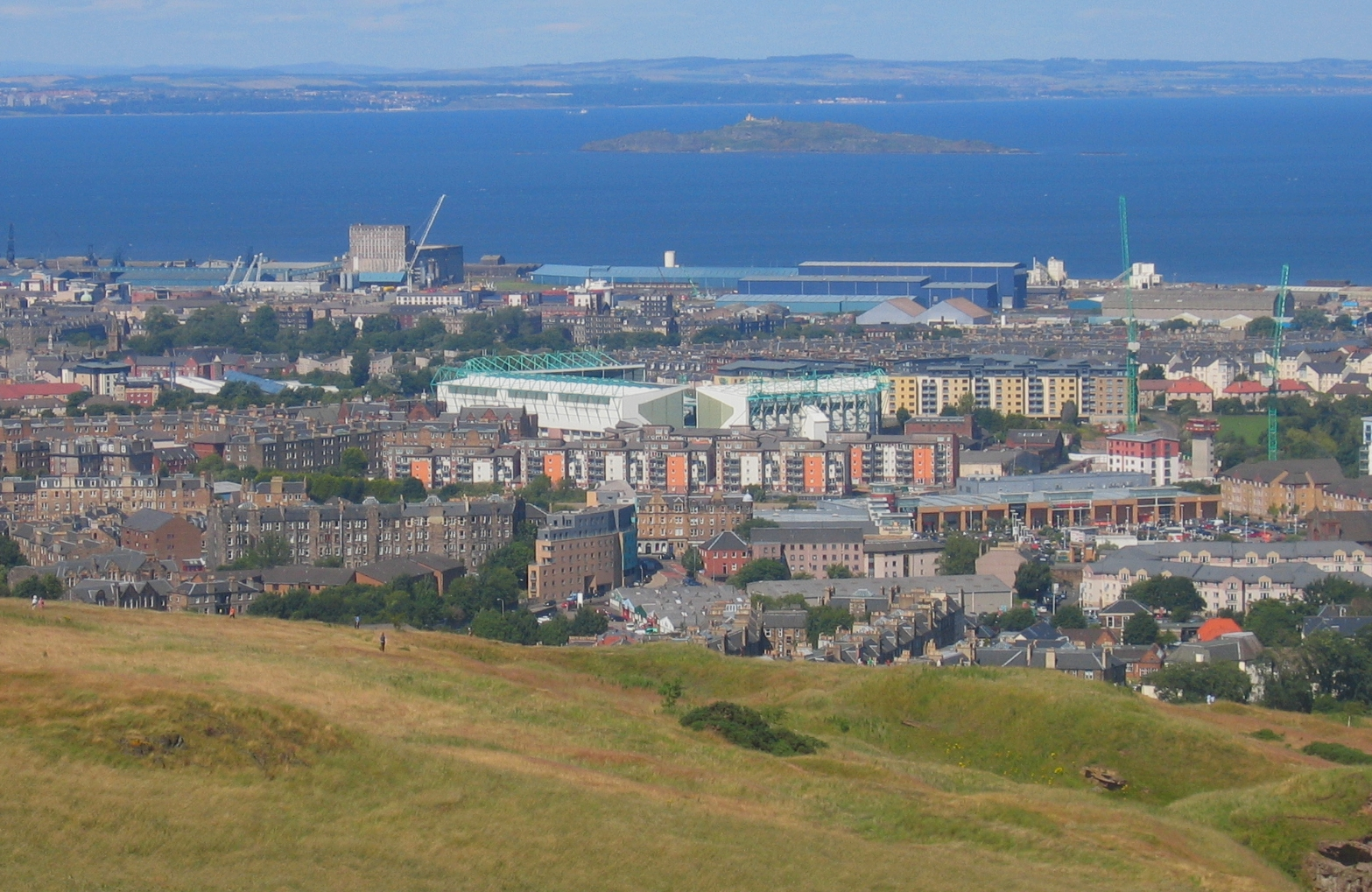
由「亞瑟王的寶座」鳥瞰復活節路球場，背景為利斯、福斯湾、印治基斯及法夫

復活節路球場在1990年代末期曾用作愛丁堡橄欖球會（Edinburgh Rugby）的主場球賽，舉行職業橄欖球賽事。

### 音樂會
艾頓·約翰爵士於2005年6月25日在復活節路球場舉行這裡首場的摇滚音樂會。

### 西洋拳
2009年11月15日球場其中一個款待廂房舉行業餘的西洋拳賽事。

### 無家者世界盃
無家者世界盃的國際總部設於球場的南看台。

## 外部連結
- stadiumguide.com:Easter Road Stadium （页面存档备份，存于）
- scottishgrounds.co.uk:Hibernian （页面存档备份，存于）

55°57′42″N 3°09′56″W / 55.96167°N 3.16556°W